# Death Note 2: The Last Name
Série
Death Note
(2006) L: Change the World
(2008)
Pour plus de détails, voir Fiche technique et Distribution.
Death Note 2: The Last Name (デスノート the Last name, Desu Nōto the Last name) (« Le Dernier Nom ») est un film japonais de Shūsuke Kaneko sorti en 2006 au Japon et le 9 janvier 2008 en France.
Ce film est la suite du film Death Note, et continue l'adaptation du manga original Death Note.

## Synopsis
Ce film est la suite du premier opus, sorti en 2006 au Japon. Kira (Light) et L se sont rencontrés, et Light intègre l'équipe chargée d'enquêter sur l'affaire Kira. Un deuxième Kira apparaît, en la personne de Misa Amane, qui veut plus que tout rencontrer Kira (Light)...

## Fiche technique
- Réalisation : Shusuke Kaneko
- Direction : Matsue Yoshiki
- Production : Kaneko Shuusuke
- Scénario : Tsugumi Ôba & Takeshi Obata (manga), Tetsuya Oishi (film)
- Musique : Kenji Kawai
- Montage : Yousuke Yafune
- Distribution : Nippon Television Network Corporation (NTV Japon), Viz Pictures (USA), Kaze & Eurozoom (France)
- Genre : Thriller / Policier
- Durée : 2 h 20 min (140 min)

## Distribution
- Tatsuya Fujiwara (VF : Olivier Korol) : Light Yagami
- Ken'ichi Matsuyama (VF : Gérard Malabat) : L / Ryûzaki
- Erika Toda (VF : Céline Melloul) : Amane Misa
- Kaga Takeshi (VF : Philippe Valmont) : Soichiro Yagami
- Aoyama Souta (VF : Jean-Yves Brignon) : Matsuda
- Shimizu Shin : Aizawa
- Nakamura Ikuji : Mogi
- Okuda Tatsuhito (VF : Luc Boulad) : Ukita
- Shunji Fujimura (VF : Cyrille Monge) : Watari
- Nana Katase : Kiyomi Takada

## Autour du film
- Ce film fait partie de la trilogie Death Note, il est précédé par Death Note et suivi par L : Change the World, qui est un dérivé centré sur le personnage de L.
- Ce film est licencié en France par Kazé et a bénéficié d'une sortie au cinéma.
- Dans ce film, L dit qu'il n'a qu'un seul regret, que lui et Light ne sont pas amis, contrairement à l'anime où L reconnaît que Light est son seul ami.
- Dans le film, Rem tue uniquement Watari, le garde du corps de L, alors que dans l'anime Rem tue les deux avant de mourir elle-même. Mais elle a pourtant bien noté les deux noms dans son Death Note, mais celui-ci n'a pas affecté L, car il avait déjà noté son nom dans le Death Note qu'il avait récupéré plus tôt dans le film, condamnant L à une mort certaine.
- Rem est reconnu comme un dieu de la mort masculin, alors que dans l'anime elle est représentée plus comme un dieu féminin.
- La fin se rapproche beaucoup de l'anime, sauf que c'est Near qui arrête Light dans l'anime et non L, ce qui est le cas dans le film.
- Ce deuxième film correspond au moment où Light et L se sont rencontrés sauf que la bataille entre les deux adversaires se fait aux échecs et non au tennis comme dans l'anime.
- La fin est un mélange entre l'anime et le manga ; en effet Light meurt après que Ryuk ait marqué son nom dans son propre Death Note en se faisant tirer dessus, mais dans l'anime, Light ne voit pas Ryuk inscrire son nom dans le Death Note, alors que dans le film et le manga, si.
- À la fin du film, on ne sait pas trop comment Misa terminera sa vie sachant qu'elle a été réduite par deux fois de moitié.
  - On apprend dans Death Note: Light Up the New World, suite de Death Note 2: The Last Name, que Misa est bel et bien en vie et que, comme expliqué à la fin de Death Note 2: The Last Name, elle a oublié tous ses souvenirs du Death Note et de ce fait, une grande partie de ses souvenirs avec Light, qu'elle voit maintenant comme un petit ami mort tragiquement. Elle reste cependant sous surveillance policière par rapport à ce qui s'est passé il y a dix ans, même si la police n'a rien trouvée de suspect sur elle. Yuki Shien, un détenteur de Death Note, enverra un des cahiers à Misa, ce qui lui fera retrouver ses souvenirs. Il invitera ensuite secrètement cette dernière dans un parking et lui demandera son aide, mais Misa refusera en lui demandant de reprendre le Death Note, ce que Shien refusera, précisant que ce Death Note lui appartient. Plus tard, Shien demandera à nouveau de l'aide à Misa, et elle acceptera, Shien tirant sur la corde sensible de Misa en affirmant que Light n'est pas mort. Elle fera ses retrouvailles avec Ryuk et aidera donc Shien en écrivant le nom de plusieurs gêneurs de ce dernier dans son Death Note. Encore plus tard, Misa aura la malheureuse confirmation que Light est bel et bien mort, en ayant regardée sur une photo de lui que ni son nom, ni sa date de mort n'est apparu. Ne pouvant pas vivre sans l'amour de sa vie, Misa écrira son nom sur une page du Death Note qu'elle avait arrachée préalablement, en précisant « Misa Amane, morte dans les bras de Light Yagami ». Cette cause de mort ne pouvant être réalisée pour des raisons évidentes, Misa mourra d'un arrête cardiaque lent, en se remémorant ses meilleurs souvenirs d'elle et Light.
- À la fin du film, on pense que Light serait revenu sous la forme d'un dieu de la mort, mais cela n'est pas confirmé.
  - La suite du film, Death Note: Light Up the New World, semble réfuter cette théorie.
- Dans le film, c'est L qui met fin à ses jours, c'était une manière pour lui de se protéger d'un coup de Kira, bien qu'il savait lui-même qu'il allait mourir. Cela est aussi un lien avec l'anime et le manga, quand il nettoie les pieds de Light en lui disant : « Dommage que l'on doive déjà se dire adieu », car celui-ci savait qu'il allait mourir, mais dans le film il a choisi de mourir de sa propre main, on peut donc appeler ça un suicide.
- L'acteur Ken'ichi Matsuyama qui interprète le personnage de L est aussi connu pour avoir interprété d'autres personnages de Manga, à savoir Kato dans Gantz et un rôle dans Nana.